# Joe Rinoie
Joe Rinoie  (ジョー･リノイエ?   ; Yokohama, n. 13 de diciembre de 1960) es un productor musical, compositor y cantante japonés. Fue miembro de la banda Romantic Mode y después se asoció temporalmente con el dúo j-pop Two-Mix; además ha compuesto diversas canciones de apertura y cierre de varios animes.

## Biografía
Nació en Yokohama y es descendiente chino (de parte de su madre). Realizó sus estudios en el colegio internacional Saint Joseph College de Yokohama y luego obtuvo un major de vocalista y piano en el Berklee College of Music en Estados Unidos.
En 1988 formó parte de la banda D-Project y luego de su disolución se desarrolló como compositor y cantante. En 1996 fundó junto con Akira Asakura y Masaki Suzukawa la banda electro-pop Romantic Mode, y se convirtió en el tecladista y corista. La banda tuvo repercusión cuando dos de sus canciones fueron usadas como aperturas del anime After War Gundam X en 1996. Luego la banda se disolvió en 1999.
En julio de 2005 colaboró como vocalista y compositor junto con el dúo femenino de j-pop Two-Mix y con el nuevo nombre de II MIX ⊿ DELTA (hasta 2009) produjeron dos miniálbumes y dos sencillos, de los cuales se usaron como la canción de apertura y cierre del anime Engage Planet Kiss Dum en 2007.
Siendo músico de estudio fue el encargado musical de todas las canciones de apertura y cierre del anime Shijō Saikyō no Deshi Ken'ichi entre 2006 y 2007.
Después llegó a ser productor musical bajo el sello MUV Rinoie Ltd., además de ayudar a componer música a otros artistas como Ken Hirai, Masahiko Kondō, Miho Morikawa, Masayuki Suzuki, Akemi Ishii, Hound Dog, Tokio, Yuki Koyanagi, Kana Yazumi, entre otros. Además ha compuesto más de 500 piezas musicales de avisos comerciales y de videojuegos.

## Trabajo musical
Esta es una lista de sus trabajos como solista (no incluye su discografía como parte de Romantic Mode y II MIX ⊿ DELTA):

### Sencillos
| N.º                    | Fecha de lanzamiento     | Título                    | Canciones |
| Toshiba-EMI / Eastword | Toshiba-EMI / Eastword   | Toshiba-EMI / Eastword    | Toshiba-EMI / Eastword |
| ---------------------- | ------------------------ | ------------------------- | --- |
| 1                      | 22 de septiembre de 1993 | Challenge Spirit          | 1. Challenge Spirit 2. EXHAUST BEAT (Motoki Yasuo) 3. GARAGE TALK (KAZUHITO KAWAI) |
| Toshiba-EMI            |                          |                           | |
| 2                      | 8 de febrero de 1995     | SYNCHRONIZED LOVE         | 1. SYNCHRONIZED LOVE 2. GOT 2 GET UP! 3. SYNCHRONIZED LOVE (Original Karaoke) |
| 2                      | 13 de diciembre de 2000  | SYNCHRONIZED LOVE         | 1. Synchronized Love J Rap Jam 2. Synchronized Love - Millennium 3. Synchronized Love - Soft Grind Mix 4. Synchronized Love '95 Original Version 5. Synchronized Love J Rap Jam (Instrumental) |
| Fanhouse               |                          |                           | |
| 3                      | 2 de octubre de 1996     | Sore dake shika Ienai     | 1. Sore dake shika Ienai 2. Ima sugu ni - In the Name of Love 3. Sore dake shika Ienai (Karaoke)                                                                                               |
| 4                      | 21 de mayo de 1997       | Umareta Tenoai o Anata ni | 1. Umareta Tenoai o Anata ni 2. HEAL THIS HURTING HEART 3. Umareta Tenoai o Anata ni (Karaoke)                                                                                                 |

### Colaboración de sencillos
| Nombre                       | Fecha de lanzamiento | Título           | Canciones |
| ---------------------------- | -------------------- | ---------------- | --- |
| Joe Rinoie with Mizuno Saaya | 1 de agosto de 2012  | Kaze no Traveler | 1. Kaze no Traveler 2. Toki o Koete 3. Kaze no Traveler (Original Karaoke) 4. Toki o Koete (Original Karaoke) |

### Como compositor y productor musical
- Yes I Will... (sólo composición; ending de Fushigi no Umi no Nadia en 1990)
- Daisuki da yo -Into Your Heart- (opening de To Heart 〜Remember my Memories〜 en 2004)
- Be strong (primer opening de Shijō Saikyō no Deshi Ken'ichi en 2006)
- Yahoo (segundo opening de Shijō Saikyō no Deshi Ken'ichi en 2007)
- Kimi ga Iru kara (primer ending de Shijō Saikyō no Deshi Ken'ichi en 2006)
- Catch Your Dream☆ (segundo ending de Shijō Saikyō no Deshi Ken'ichi en 2007)
- runover (tercer ending de Shijō Saikyō no Deshi Ken'ichi en 2007)
- Kimi ga Iru Kagiri (ending de Engage Planet Kiss Dum en 2007)
- Friends (primer ending de Mobile Suit Gundam 00 en 2008)